# Roomba

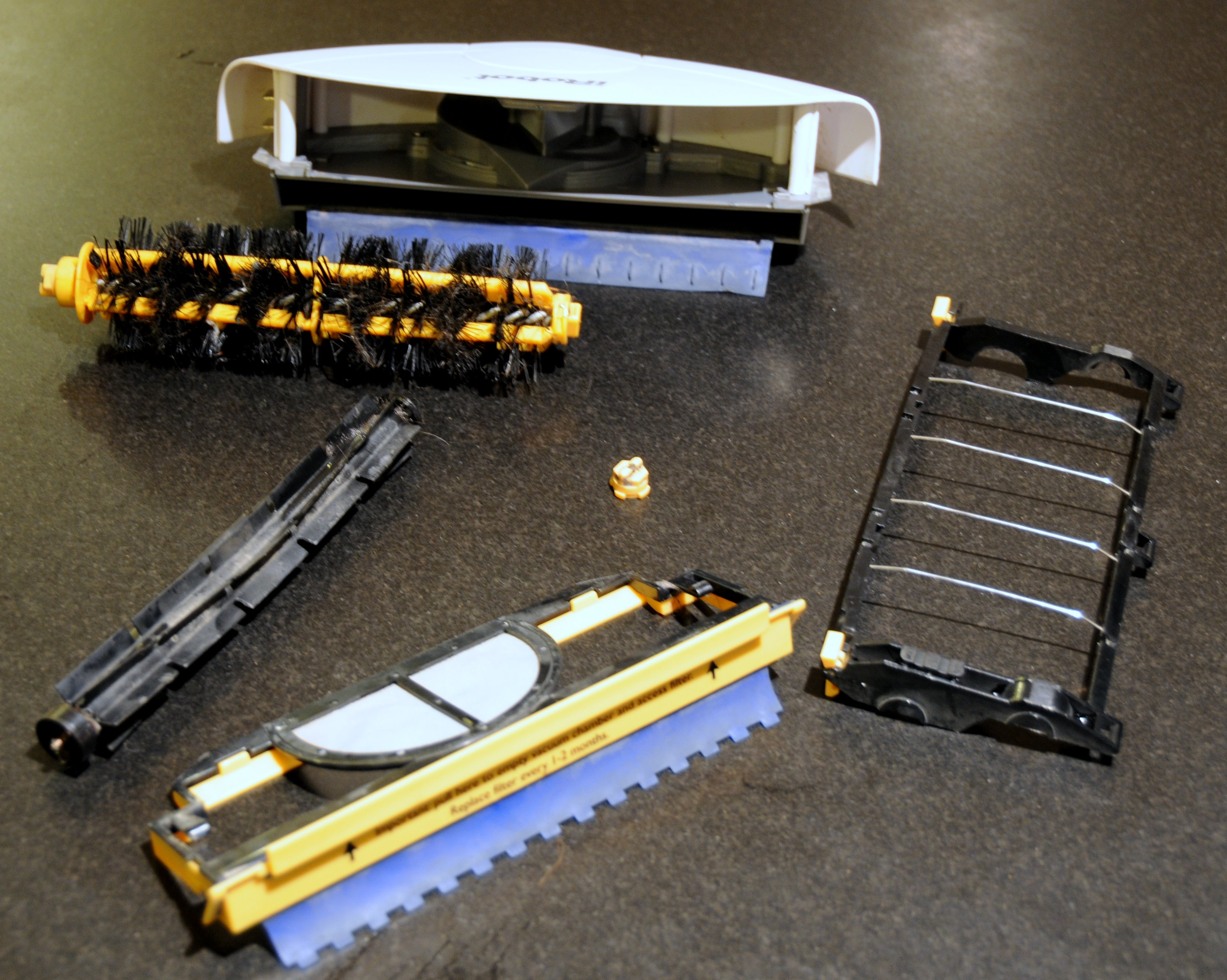
Diferite piese Roomba

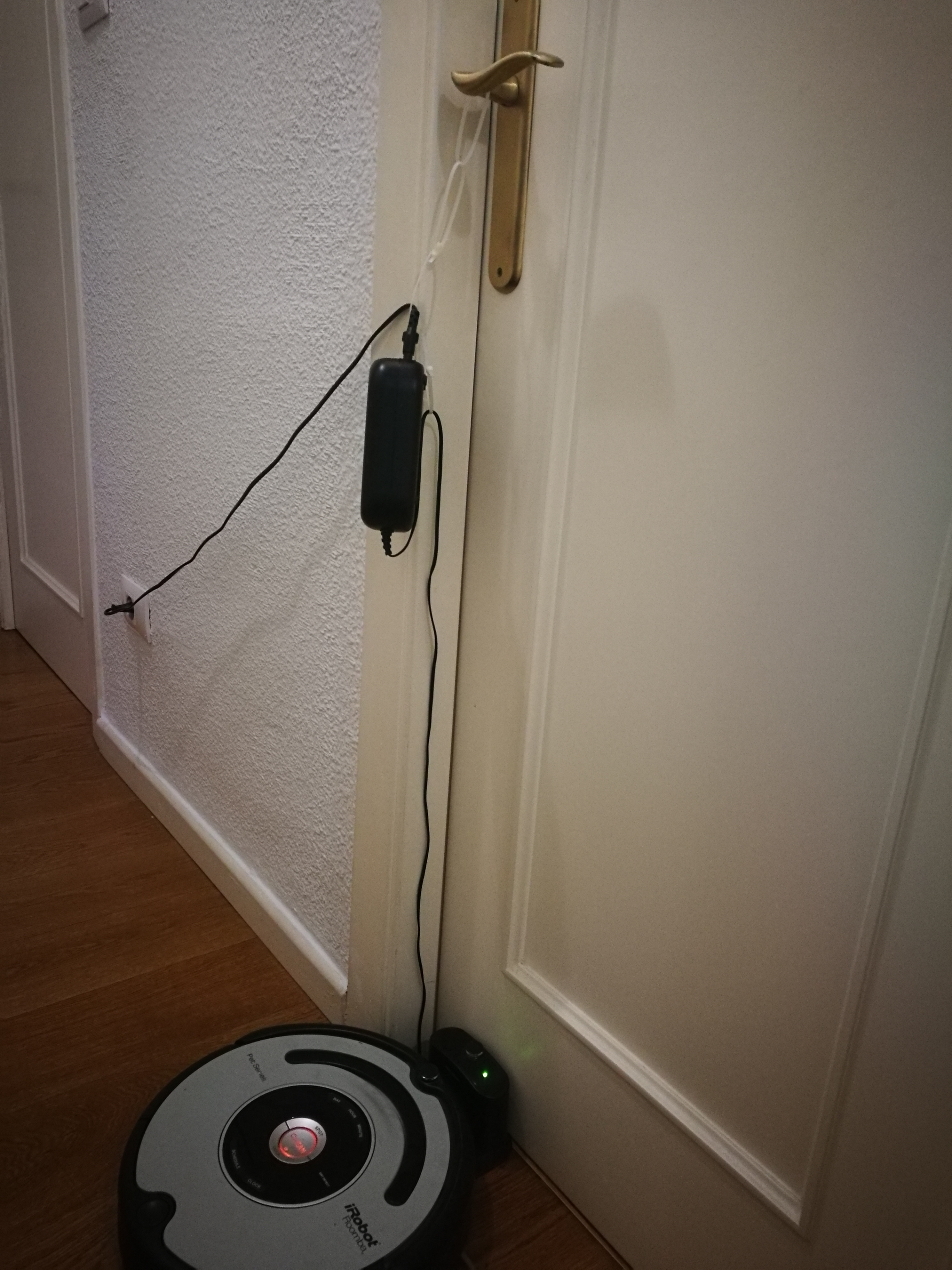
Încărcarea Roomba

Roomba este un Robot Aspirator autonom vândut de iRobot . Lansat în septembrie 2002,  Roomba are un set de senzori cu care navighează podeaua unei locuințe pentru a o curăța. Senzorii Roomba pot detecta prezența obstacolelor, pot detecta zonele murdare ale podelei și pot detecta pericolul unei căderi abrupte pentru a-l împiedica să cadă pe scări. Roomba are două roți laterale care funcționează independent, care permit rotiri pe loc la 360°. O perie laterală rotativă, cu 3 brațe perie, conduce resturile din colțuri spre capul de curățare. 